# Deneuve Djobong
Deneuve Djobong est une comédienne, actrice et metteur en scène camerounaise.

## Biographie

### Enfance et début
Née en 1976, Deneuve Djobong est une comédienne, actrice et metteur en scène camerounaise originaire de l'ouest Cameroun.
Elle fait ses premiers pas sur les planches dans la troupe théâtrale du collège. Plus tard à Tunis, elle suit des formations en jeu d'acteur, en technique de mise en scène et en manipulation de masque,.

### Carrière

#### Cinéma et télévision
Deneuve Djobong se fait connaître sur la scène cinématographique par le film Le cercle de pouvoir de Daniel Kamwa en 1996. Suivront le film Fragments de vie de François Woukoache en 1999 et les séries Just for fun, Le revenant et Monsieur et madame sous mon toit diffusées à la CRTV . Par la suite, elle participe aux films La déchirure I d'Alphonse Beni en 2005, Confidences de Cyrille Masso aux côtés de Daniel Ndo, Thierry Ntamack, Tatiana Matip et Koppo en 2006, Double face de Rostand Wandja en 2011, Harraga - brûleurs de frontières en compagnie d'Alain Bomo Bomo, Axel Abessolo, Brigitte Massan et Daniel Leuthe en 2013. En 2017 elle joue dans La triade de Tamar Tientcheu et en 2021 dans Akapzut de Roméo Meupa. En 2023 elle revient dans la saison 3 de la série Madame Monsieur d'Ebenezer Kepombia. 

#### Théâtre
Deneuve Djobong est actrice et metteur en scène dans des pièces de théâtre.
Elle monte sur les planches avec Les coupons de Magalie en 2013, Iphigénie en Tauride aux côtés de Joseph Wamba et Gabriel Fomogne,.
Elle se charge de la mise en scène de Cannibal, écrit par José Pliya et de La femme du blanchisseur de Sénouvo Agbota Zinsou ,.
Deneuve Djobong lance sa propre compagnie de théâtre baptisée Art en 2000. La compagnie a joué plusieurs pièces telles que Stade de la liberté d'Israël Tsipamba, Ubu roi d'Alfred Jarry et L'histoire d'amour de Roméo et Juliette de Philippe Car. 
En tant que metteur en scène, elle reçoit le prix du meilleur metteur en scène à Tunis avec la pièce Cannibal de José Pliya, le prix du meilleur metteur en scène sur la recherche théâtrale décerné par l'Institut Goethe de Yaoundé grâce à la pièce intitulée Iphigénie en Tauride et le prix du meilleur metteur en scène sur la tournée Ubu Roi.

## Filmographie

### Longs métrages
- 1996 : Le Cercle des pouvoirs de Daniel Kamwa
- 1999 : Fragments de vie de François Woukoache
- 2005 : La Déchirure I d'Alphonse Beni
- 2006 : Confidences de Cyrille Masso
- 2013 : Harraga - brûleurs de frontières de Serge Alain Noa

### Courts métrages
- 2011 : Double face de Rostand Wandja
- 2015 : Tous les enfants sont des princes de Bassek Ba Kobhio
- 2015 : Monsieur l'abbé de Serge Alain Noa
- 2017 : Héritage de Yolande Welimoum
- 2020 : Lost de Chantal Youdom
- 2021 : L'Hôpital de Stella Tchuisse
- 2021 : Conséquences d'Emmanuel Bayemek
- 2022 : Ma destinée de Carine Ayissi Nga
- 2023 : Une vie perdue de Gabin Eteme
- 2023 : Karma d'Emmanuel Bayemek

### Série
- 1999 : Just for fun
- 1999 : Le Revenant
- 1999 : Monsieur et madame sous mon toit
- 2018 : Yaoundé de Jean-Noël Bah
- 2020 : Quartier chaud de Martini Tchelemo
- 2020 : Carrefour call box de Christian Kengne
- 2021 : La Nouvelle Épouse de Marcelle Kuetche
- 2021 : Les Secrets de l'amour de Benjamin Eyaga
- 2021 : La Nuit des temps de Blaise option
- 2023 : Bakengouaya de Jean de Dieu Tchegnebe
- 2023 : Sugar daddy de Blaise Option
- 2023 :  La Bataille des chéries d'Ebenezer Kepombia

## Théâtre
- Iphigénie en Tauride
- Ubu roi
- Cannibale
- 2013 : Les Coupons de Magalie

## Prix et récompenses
- Prix du meilleur metteur en scène à Tunis avec la pièce Cannibale de José Pliya
- Prix du meilleur metteur en scène sur la recherche théâtrale par l'institut Goethe de Yaoundé
- Prix du meilleur metteur en scène sur la tournée Ubu Roi d'Alfred Jerry